# فرگشت جهت‌دار

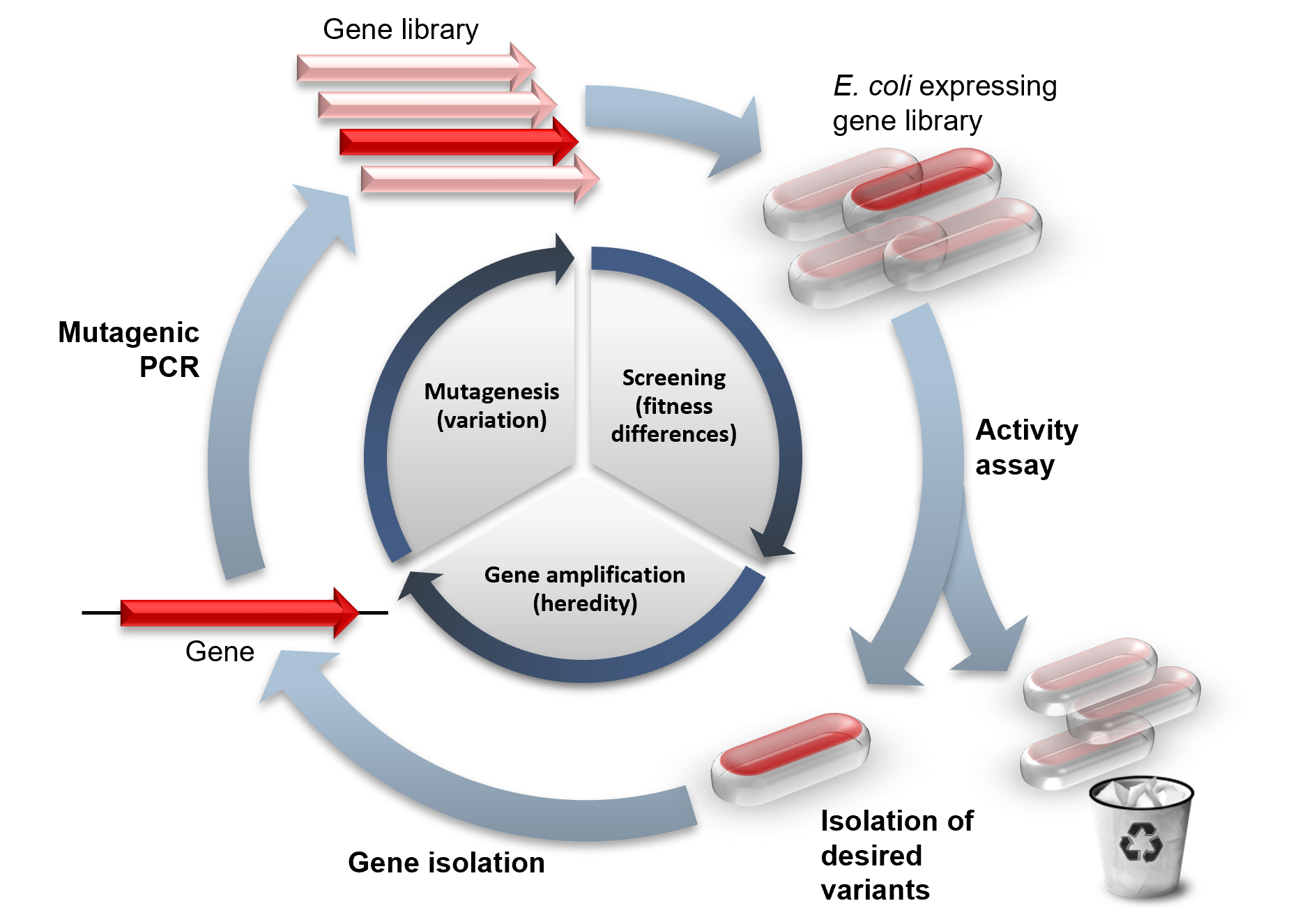
نمونه‌ای از تکامل جهت‌دار در مقایسه با فرگشت طبیعی. چرخه درونی ۳ مرحله از چرخه تکامل جهت‌دار را نشان می‌دهد که فرایند طبیعی در براکت‌ها تقلید می‌شود. دایره بیرونی مراحل یک آزمایش معمولی را نشان می‌دهد. نمادهای قرمز انواع عملکردی را نشان می‌دهد، نمادهای کم‌رنگ نشان‌دهنده انواع عملکرد کاهش‌یافته‌است.

فرگشت جهت‌دار یا فرگشت هدایت‌شده (به انگلیسی: Directed evolution (DE)) روشی است که در مهندسی پروتئین مورد استفاده قرار می‌گیرد که فرایند انتخاب طبیعی را برای هدایت پروتئین‌ها یا اسیدهای نوکلئیک به سمت یک هدف تعریف‌شده توسط کاربر تقلید می‌کند. این شامل قرار دادن یک ژن در دوره‌ای تکراری جهش‌زایی (ایجاد کتابخانه‌ای از انواع)، انتخاب (بیان آن گونه‌ها و جداسازی اعضای با عملکرد مورد نظر) و تقویت (تولید یک الگو برای دور بعدی) است. این می‌تواند در داخل بدن (در جانداران زنده) یا در شرایط آزمایشگاهی (در سلول یا آزاد در محلول) انجام شود. فرگشت جهت‌دار هم برای مهندسی پروتئین به‌عنوان جایگزینی برای طراحی منطقی پروتئین‌های اصلاح‌شده و هم برای مطالعات فرگشتی تجربی در اصول اساسی فرگشت در یک محیط آزمایشگاهی کنترل‌شده استفاده می‌شود.